# Townsville
Townsville (143 328 ab. nel 2006) è una città della costa nord-orientale dell'Australia, nello Stato del Queensland, prospiciente la sezione mediana della Grande barriera corallina. 

## Storia e descrizione
Si tratta del centro urbano più popoloso a nord della Sunshine Coast ed è considerata la capitale de facto del Queensland settentrionale, in quanto ospita un significativo numero di uffici governativi e amministrativi dello Stato.
Fondata nel 1903 con il nome di Robert Towns, Townsville che si trova sul litorale nord-orientale dell'Australia, adiacente alla sezione centrale della Grande Barriera Corallina. La città gode mediamente ogni anno di 300 giorni di sole, rendendola una popolare meta turistica per tutti i mesi dell'anno.

## Monumenti e luoghi d'interesse
- Strand: una spiaggia tropicale
- Reef HQ: un grande  acquario che ospita molta della flora e fauna che abita la Grande Barriera Corallina.
- Magnetic Island: una grande isola vicina alla città, la maggior parte della quale è parco nazionale.

## Geografia antropica

### Suddivisioni amministrative
L'area metropolitana di Townsville è divisa in due zone amministrative, la città di Townsville vera e propria e la città di Thuringowa, che sono amministrate rispettivamente dal Consiglio distrettuale di Townsville e dal Consiglio distrettuale di Thuringowa. Solitamente all'area urbana ci si riferisce collettivamente col nome di Townsville, mentre localmente le due zone sono chiamate "le città gemelle" o Townsville/Thuringowa.
Nell'isola Magnetic Island è presente il villaggio Nelly Bay.

## Società

### Evoluzione demografica
Le più recenti statistiche sulla popolazione dell'area metropolitana di Townsville riportano una popolazione di 148 767 abitanti (giugno 2005). La popolazione totale delle due aree territoriali che si trovano fra il fiume Reid nel sud-est e Paluma nel nord-ovest è valutata in 164 000 abitanti (rispettivamente 102 936 e 61 072).

## Cultura

### Musei
- Museo del Queensland del Nord tropicale o The Museum of Tropical North Queensland: costruito intorno a un'esposizione del relitto della nave da guerra britannica HMS Pandora.

## Sport
La città è sede della squadra di rugby a 13 dei North Queensland Cowboys impegnata in National Rugby League, torneo vinto nel 2015. Dal 2020 gioca al North Queensland Stadium.
Dal 1993 al 2016 erano attivi i Townsville Crocodiles squadra di pallacanestro impegnata nel National Basketball League.

### Eventi
Lo stadio cittadino, il Willows Sports Complex ha ospitato l'edizione 2003 del mondiale di rugby a 15 e due di quello di rugby a 13 (2008 e 2017).
Nel maggio 2007 si sono tenuti a Townsville i Campionati del Mondo di sci nautico per atleti diversamente abili. Competizione come sempre molto sentita, ha dato luogo a numerosi record del mondo in varie categorie.

## Amministrazione
Townsville è il maggior centro urbano a nord della Sunshine Coast australiana. La città è considerata come la capitale ufficiosa del Queensland del nord, dal momento che essa ospita una concentrazione amministrativa governativa e non governativa significativa per la metà settentrionale dello Stato.

### Gemellaggi
- Port Moresby